# Масалиев, Исхак Абсаматович
Исха́к Абсама́тович Масали́ев (род. 21 мая 1960, Ош, Киргизская ССР) — киргизский государственный и политический деятель; депутат Жогорку Кенеша (Парламента) Кыргызской Республики 2-го, 3-го, 4-го , 6-го и 7-го созывов (2000—2010; 2015-2020 и с 2021); председатель Центрального Комитета Партии коммунистов Кыргызстана (с 2005); лидер фракции "Бутун Кыргызстан", директор Общественного фонда им. Абсамата Масалиева.
Государственный советник государственной службы 2 класса; полковник милиции, полковник таможенной службы, капитан налоговой полиции; заслуженный юрист Кыргызской Республики.

## Биография
В 1977 году окончил среднюю школу № 27 в городе Фрунзе, в 1982 году — исторический факультет Киргизского государственного университета им. 50-летия СССР по специальности «историк, преподаватель истории». В 1982 году вступил в КПСС. В 1982—1986 годы преподавал на кафедре истории КПСС / истории советского периода того же университета. В 1989 году окончил аспирантуру Киргизского университета.
В 1989—1993 годы служил в органах внутренних дел во Фрунзе (оперативным уполномоченным отделения уголовного розыска ОВД Аламединского района; оперуполномоченным, старшим оперуполномоченным отдела по борьбе с хищениями социалистической собственности / по борьбе с экономическими преступлениями Первомайского района) и в УВД Ошской области.
В 1993—1994 годы служил в органах Государственной налоговой инспекции Ошской области: инспектор спецподразделения налоговых расследований, сотрудник управления. В 1994 году заочно окончил юридический факультет Киргизского университета. С 1994 по 1998 год — в органах Государственной таможенной инспекции Ошской области: главный инспектор, заместитель начальника, начальник Ошской таможни.
В 1998—2000 годы работал в Оше менеджером по правовым вопросам дочернего общества «Югфармация», с 1999 года — директор ОсОО «Талас-Ош».
В 2000—2010 годы — депутат Жогорку Кенеша. С 2000 по 2005 год — член Собрания народных представителей Жогорку Кенеша 2-го созыва от Кадамжайского избирательного округа. Занимал должности председателя Комиссии по вопросам борьбы с коррупцией, теневой экономикой и организованной преступностью (2000—2001), заместителя председателя Комитета по вопросам государственного устройства, законности и конституционного законодательства (2001—2005). В 2005 году вновь избран депутатом Жогорку Кенеш от Кадамжайского избирательного округа. В парламенте 3-го созыва был вначале заместителем председателя, а с 8 декабря 2006 года — председателем Комитета по конституционному законодательству, государственному устройству и законности. В 2007 году избран в Жогорку Кенеш по списку Партии коммунистов Кыргызстана. Был представителем парламента в Национальном совете по борьбе с коррупцией (с июня 2009 года).
С 26 марта 2005 по 20 апреля 2005 года — заместитель министра финансов, председатель Комитета по доходам при Министерстве финансов Кыргызстана.
С 30 апреля 2010 года — член Конституционного совещания Кыргызстана. 14 мая 2010 был арестован Службой национальной безопасности в Ошской области по подозрению в организации беспорядков, направленных против Временного правительства; 28 мая 2010 был выпущен до суда под домашний арест, в марте 2011 года решением суда был полностью оправдан.
2 августа 2010 добровольно покинул пост председателя ЦК Партии коммунистов Кыргызстана и вышел из состава ЦК партии, чтобы вывести партию из кризиса. В апреле 2011 года шестым пленумом ЦК вновь избран на пост председателя ЦК Партии коммунистов Кыргызстана. В 2016 году переизбран председателем ЦК ПКК.
С 12 сентября 2012 по 8 апреля 2014 года — председатель Государственной налоговой службы Кыргызстана.
С ноября 2015 года — депутат Жогорку Кенеша 6-го созыва, избран по списку партии «Онугуу-Прогресс». С ноября 2021 года -депутат Жогорку Кенеша 7-го созыва, избран по списку партии «Бутун Кыргызстан».
Один из соучредителей и директор Общественного фонда имени Абсамата Масалиева, созданного в апреле 2007 года.

### Семья
Отец — Абсамат Масалиевич Масалиев (1933—2004), первый секретарь ЦК КП Киргизии (1985—1991), председатель Верховного Совета Киргизской ССР (1989—1991).
Мать — Хайрыхан Колчоковна Козубаева (род. 14 мая 1939).
Женат, супруга — Нурматова Атыркуль Тажиковна, вместе с которой учился на одном курсе исторического факультета. Имеет троих детей: двух дочерей, Каныкей (ро. 1982 г.р.) и Меерим (род. 1995), сына — Адылбек (род. 1985).

## Награды
- 2005 — орден «Содружество» Межпарламентской ассамблеи стран СНГ (17 ноября 2005 года) — за активное участие в деятельности Межпарламентской Ассамблеи и её органов, вклад в укрепление дружбы между народами государств — участников Содружества[9];.
- 2008 — медаль «Ардак» за вклад в совершенствование нормативно-правовой базы органов внутренних дел Кыргызстана и усиление борьбы с преступностью[3].
- 2009 — Заслуженный юрист Кыргызской Республики.